# Ballon d'Or 1998

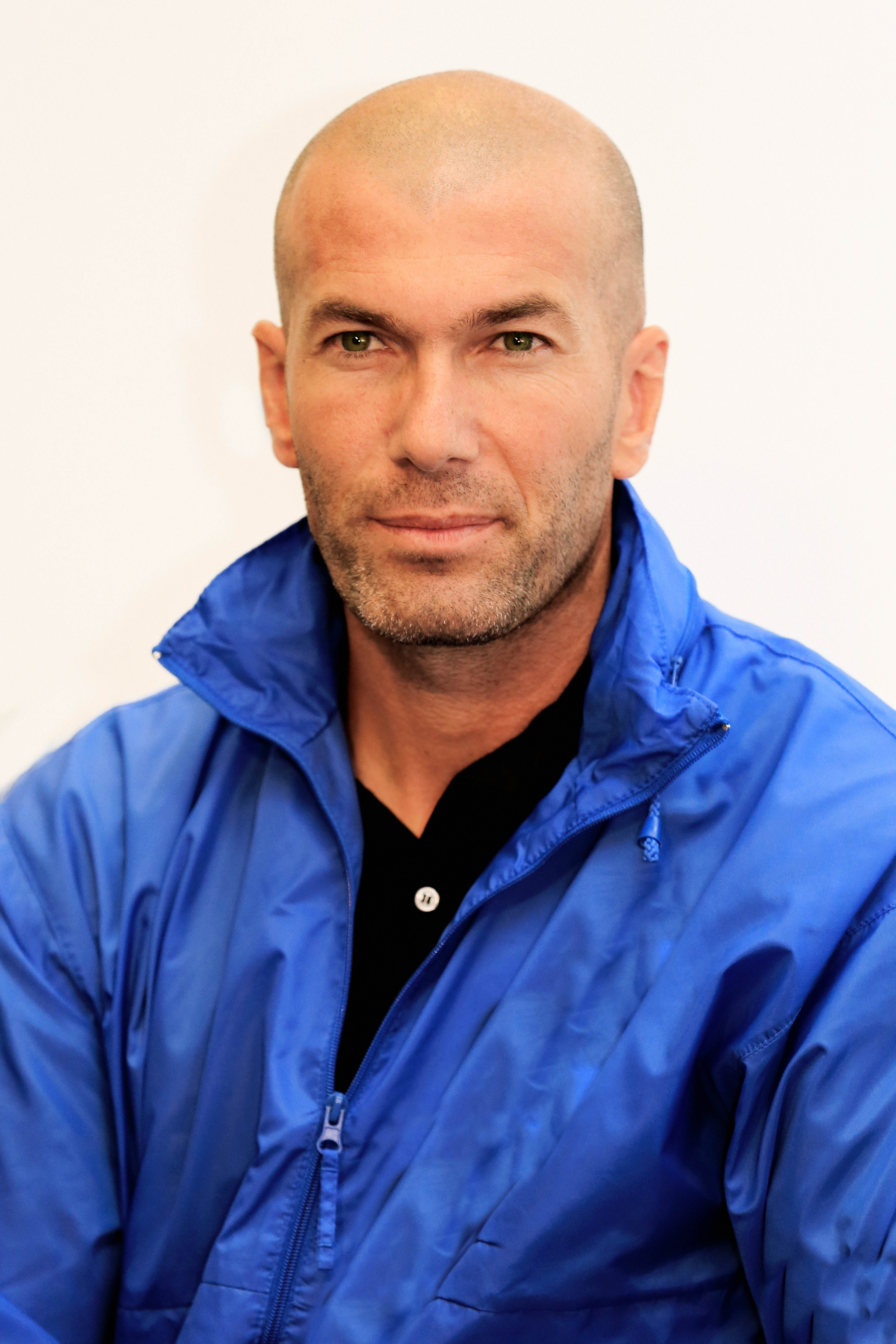
Zinedine Zidane in 2013

De Ballon d'Or 1998 was de 43e editie van de voetbalprijs georganiseerd door het Franse tijdschrift France Football. De prijs werd gewonnen door Zinédine Zidane (Juventus).
De jury was samengesteld uit 51 journalisten die aangesloten waren bij de volgende verenigingen van de UEFA: Albanië, Andorra, Armenië, Azerbeidzjan, Duitsland, Oostenrijk, België, Bulgarije, Wit-Rusland, Bosnië-Herzegovina, Cyprus, Kroatië, Slovenië, Slowakije, Estland, Denemarken, Spanje, Finland, Frankrijk, Wales, Georgië, Griekenland, Hongarije, Engeland, Ierland, Noord-Ierland, Faeröer-eilanden, IJsland, Israël, Italië, Letland, Litouwen, Liechtenstein, Luxemburg, Macedonië, Malta, Moldavië, Nederland, Noorwegen, Polen, Portugal, Roemenië, Rusland, San Marino, Schotland, Tsjechië, Zweden, Zwitserland, Oekraïne, Turkije en Joegoslavië.
De resultaten van de stemming werden gepubliceerd in editie 2750 van France Football op 22 december 1998. 

## Stemprocedure
Elk jurylid koos de beste vijf spelers van Europa uit een shortlist van vijftig spelers. De speler op de eerste plaats kreeg vijf punten, de tweede keus vier punten en zo verder. Op die wijze werden 765 punten verdeeld, 255 punten was het maximale aantal punten dat een speler kon behalen (in geval van een eenenvijftig koppige jury).

## Uitslag
| Plaats | Speler               | Club                      | Stemmen | Stemmen | Stemmen | Stemmen | Stemmen | Stemmen | Punten |
| Plaats | Speler               | Club                      | 1º      | 2º      | 3º      | 4º      | 5º      | Totaal  | Punten |
| ------ | -------------------- | ------------------------- | ------- | ------- | ------- | ------- | ------- | ------- | ------ |
| 1º     | Zinédine Zidane      | Juventus                  | 45      | 4       | 1       |         |         | 50      | 244    |
| 2º     | Davor Šuker          | Real Madrid               | 1       | 5       | 7       | 9       | 4       | 26      | 68     |
| 3º     | Ronaldo              | Internazionale            |         | 8       | 6       | 5       | 6       | 25      | 66     |
| 4º     | Michael Owen         | Liverpool                 |         | 3       | 7       | 6       | 6       | 22      | 51     |
| 5º     | Rivaldo              | FC Barcelona              | 1       | 6       | 4       | 1       | 2       | 14      | 45     |
| 6º     | Gabriel Batistuta    | Fiorentina                | 1       | 2       | 6       | 4       | 4       | 17      | 43     |
| 7º     | Lilian Thuram        | Parma                     |         | 5       | 4       | 1       | 2       | 12      | 36     |
| 8º     | Edgar Davids         | AC Milan / Juventus       |         | 4       |         | 4       | 4       | 12      | 28     |
|        | Dennis Bergkamp      | Arsenal                   |         | 3       | 2       | 3       | 4       | 12      | 28     |
| 10º    | Marcel Desailly      | AC Milan / Chelsea        |         | 2       | 2       | 2       | 1       | 7       | 19     |
| 11º    | Frank de Boer        | Ajax                      |         | 1       | 2       | 3       | 1       | 7       | 17     |
| 12º    | Emmanuel Petit       | Arsenal                   |         | 1       | 3       | 1       | 1       | 6       | 16     |
| 13º    | Roberto Carlos       | Real Madrid               |         | 2       |         | 2       | 1       | 5       | 13     |
| 14º    | Laurent Blanc        | Olympique Marseille       |         | 1       | 1       | 2       |         | 4       | 11     |
|        | Fabien Barthez       | AS Monaco                 |         | 1       |         | 1       | 5       | 7       | 11     |
| 16º    | Alessandro Del Piero | Juventus                  | 1       |         | 1       | 1       |         | 3       | 10     |
|        | Predrag Mijatović    | Real Madrid               |         |         | 2       | 2       |         | 4       | 10     |
| 18º    | Didier Deschamps     | Juventus                  | 1       |         |         | 2       |         | 3       | 9      |
|        | Oliver Bierhoff      | Udinese / AC Milan        |         | 2       |         |         | 1       | 3       | 9      |
| 20º    | Michael Laudrup      | Ajax                      | 1       |         |         |         | 1       | 2       | 6      |
| 21º    | Ronald de Boer       | Ajax                      |         | 1       |         |         |         | 1       | 4      |
|        | Raúl                 | Real Madrid               |         |         | 1       |         | 1       | 2       | 4      |
| 23º    | Brian Laudrup        | Glasgow Rangers / Chelsea |         |         | 1       |         |         | 1       | 3      |
|        | Clarence Seedorf     | Real Madrid               |         |         | 1       |         |         | 1       | 3      |
|        | Marc Overmars        | Arsenal                   |         |         |         | 1       | 1       | 2       | 3      |
| 26º    | Christian Vieri      | Atlético Madrid / Lazio   |         |         |         | 1       |         | 1       | 2      |
|        | Fernando Hierro      | Real Madrid               |         |         |         |         | 2       | 2       | 2      |
| 28º    | David Beckham        | Manchester United         |         |         |         |         | 1       | 1       | 1      |
|        | Luis Enrique         | FC Barcelona              |         |         |         |         | 1       | 1       | 1      |
|        | Bixente Lizarazu     | Bayern München            |         |         |         |         | 1       | 1       | 1      |
|        | Nikos Machlas        | Vitesse                   |         |         |         |         | 1       | 1       | 1      |

## Referentie
- Eindklassement op RSSSF

France Football:
1956 · 
1957 · 
1958 · 
1959 · 
1960 · 
1961 · 
1962 · 
1963 · 
1964 · 
1965 · 
1966 · 
1967 · 
1968 · 
1969 · 
1970 · 
1971 · 
1972 · 
1973 · 
1974 · 
1975 · 
1976 · 
1977 · 
1978 · 
1979 · 
1980 · 
1981 · 
1982 · 
1983 · 
1984 · 
1985 · 
1986 · 
1987 · 
1988 · 
1989 · 
1990 · 
1991 · 
1992 · 
1993 · 
1994 · 
1995 · 
1996 · 
1997 · 
1998 · 
1999 · 
2000 · 
2001 · 
2002 · 
2003 · 
2004 · 
2005 · 
2006 · 
2007 · 
2008 · 
2009 · 
2016 · 
2017 · 
2018 · 
2019 · 
2021 · 
2022 · 
2023 · 
2024